# Baoulé (Bani)
Der Baoulé ist der linke Quellfluss des Bani in Mali und der Elfenbeinküste.

## Verlauf
Der knapp 500 km lange Fluss entspringt 30 km südöstlich von Odienné. Er fließt in nördliche Richtung, die er beibehält bis kurz nach der Mündung seines größten Nebenflusses, des Banifing (Nicht zu verwechseln mit anderen Banifings im Bani Einzugsgebiet). Nach einer ausgeprägten Schleife ändert er seinen Kurs und fließt in östlicher Richtung dem Zusammenfluss mit dem Bagoé entgegen, der etwa 30 km östlich von Dioïla liegt.

## Hydrometrie
Durchschnittliche monatliche Durchströmung des Baoulé an der hydrologischen Station bei Dioïla, etwa 30 km vor dem Zusammenfluss mit dem Bagoé, gemessen in m³/s.
- Diagrammdaten:
- Definition |
- Rohdaten |
- Hilfe